# Centre international de la photographie
 (mars 2019).
Si vous disposez d'ouvrages ou d'articles de référence ou si vous connaissez des sites web de qualité traitant du thème abordé ici, merci de compléter l'article en donnant les références utiles à sa vérifiabilité et en les liant à la section « Notes et références ».
Pour les articles homonymes, voir ICP.
Le Centre international de la photographie (International Center of Photography ou ICP), situé à New York, est un musée de la photographie, une école et un centre de recherche et de documentation photographiques, fondé en 1974 par Cornell Capa. L'ICP décerne également une série de prix, les Infinity Awards.

## Histoire
Le bâtîment, où se trouve le Centre, est celui du centre historique Maison Willard Straight, sur la Cinquième Avenue Museum Mile, L'ICP a présenté plus de 500 expositions depuis sa fondation en 1974 par Cornell Capa et Micha Bar-Am, rendant ainsi accessible au public le travail de plus de 3000 photographes et autres artistes au travers d'expositions individuelles ou collectives. Il a également permis à des milliers de classes d'y étudier et a proposé des ateliers pour des dizaines de milliers d'étudiants[évasif].
L'ICP a été fondé en tant qu'institution ayant pour objectif de maintenir en vie l'héritage de la « Concerned Photography ». Après la mort prématurée de son frère Robert Capa et de ses collègues Werner Bischof, David "Chim" Seymour, et Dan Weiner dans les années 1950, Capa éprouve la nécessité de conserver leur travail documentaire humanitaire aux yeux du public. En 1966, il fonde le Fonds International pour la Photographie Concernée.
En 1974, il devient évident que le Fonds a besoin d'un bâtiment, ce qui débouche sur la création de l'ICP. Il connait une croissance importante de ses expositions, de ses collections, de ses programmes d'éducation ainsi que de son personnel. Pour faire face à cette croissance, en 1985, le Midtown ICP, un autre lieu d'exposition est ouvert.
Au fil des ans, comme l'ICP a continué de se développer, il est devenu clair que l'expansion ne pouvait être réalisée dans les locaux de la Cinquième Avenue. Les plans d'expansion se sont donc concentrés sur la refonte et la reconstruction du bâtîment situé dans le Midtown afin de relever les défis du musée florissant, de l'éducation et des programmes communautaires.

### Redesign et reconstruction
En 1999, le bâtiment du 1130 Fifth Avenue est vendu. Les galeries élargies, au 1133 Avenue of the Americas, à l'angle de la 43e rue, ont été conçus par des architectes de Gwathmey Siegel & Associates pour l'affichage de la photographie et des nouveaux médias avec un système d'éclairage performant, des systèmes de contrôle climatique, et des systèmes de présentation numériques.
La réouverture du site de 17 000 pieds carrés (1 600 m2), déjà utilisé comme une galerie photo pour Kodak, à l'automne 2000, a réuni en un seul endroit les deux galeries des deux bâtiments précédents. Il est devenu le siège des programmes ICP expositions publiques. Il est aussi possible de trouver un magasin et un café à cet endroit.
L'expansion de l'école de l'ICP à l'automne 2001 a créé un campus à Midtown en face du Musée, dans le Grace Building au 1114 Avenue of the Americas. Le campus est conçu par le cabinet d'architecture Gensler, la nouvelle éole d'une superficie de 27 000 ft/m2 (2 500 m2) a doublé l'espace d'enseignement de l'ICP, lui permettant ainsi d'élargir sa programmation et sa sensibilisation communautaire.

### Déménagement
En 2017, l’ICP a annoncé son déménagement à Essex Crossing, un projet de développement immobilier et commercial dans le quartier du Lower East Side, pour y réunir ses galeries et son école,. Encore conçu par la firme Gensler, le nouveau site intégré sera destiné à être l’ancre culturelle et communautaire du complexe polyvalente. Ses quatre étages et 40 000 pieds carrés comprennent une boutique, un café, des salles de classe, et des espaces d’expositions plus grands avec une façade de verre pour attirer des passants et passantes.
Après son déménagement, l’ICP a rouvert en janvier 2020 avec les expositions inaugurales The Lower East Side, une sélection d’œuvres tirées de leur collection permanente documentant le quartier au 20e siècle, Warriors de l’artiste James Coupe, et Contact High : A Visual History, de photographies d’artistes célèbres hip-hop.
Le musée a ensuite fermé en mars de la même année en raison de la pandémie COVID-19 et a rouvert en octobre 2020.

## Activités muséales

### #ICPConcerned: Global Images for a Global Crisis
Dès mars 2020, l’ICP collige une collection d’archives virtuelle de photographie prise au cours de la pandémie COVID-19. Un appel public pour des soumissions a été lancé, avec une sélection publiée sur leur page Instagram avec le hashtag #ICPConcerned. Le but de ce projet était de tisser des liens sociaux pendant cette période d’isolement. En octobre 2020, l’ICP présente #ICPConcerned : Global Images for a Global Crisis, une exposition de plus de 1000 de ces contributions témoignant des expériences individuelles et partagées d’une communauté mondiale.